# Karl Barton (Radsportler)
Karl Barton (* 17. Juli 1937 in Birmingham) ist ein ehemaliger britischer Radrennfahrer und nationaler Meister im Radsport.

## Sportliche Laufbahn
Barton war Teilnehmer der Olympischen Sommerspiele 1960 in Rom. Dort startete er im Zeitfahren und belegte den 17. Platz. Zudem startete er im Sprint, wobei er in den Vorläufen ausschied.
Bei den Olympischen Sommerspielen 1964 in Tokio bestritt er den Sprint und das Tandemrennen, in dem er mit Christopher Church als Partner im Hoffnungslauf ausschied.
1954 wurde er britischer Meister der Junioren im Sprint. 1965 gewann er mit der White Hope Sprint Trophy das wichtigste Sprintturnier für Nachwuchsfahrer in Großbritannien.  
Bei den Wettbewerben im Bahnradsport der Commonwealth Games 1958 und 1962 gewann er jeweils die Silbermedaille im 1000-Meter-Zeitfahren. Von 1962 bis 1964 gewann er die nationale Meisterschaft im Sprint. 1956 siegte er im Grand Prix of London vor Lloyd Binch. 1958 gewann er den Grand Prix erneut. Im Ausland siegte er im Grand Prix Sofia 1958, im Großen Preis von Dresden und im Großen Preis von Gera und im Großen Fliegerpreis von Forst 1959. 1961 wurde er hinter Giuseppe Beghetto Zweiter in der Champion of Champions Trophy.